# Lilla Vilången
Lilla Vilången är en sjö i Kristinehamns kommun och Storfors kommun i Värmland och ingår i Göta älvs huvudavrinningsområde. Sjön har en area på 0,266 kvadratkilometer och ligger 125,1 meter över havet. Sjön avvattnas av vattendraget Övrekvarnsälven.

## Delavrinningsområde
Lilla Vilången ingår i det delavrinningsområde (658261-141041) som SMHI kallar för Utloppet av Stora Vilången. Medelhöjden är 139 meter över havet och ytan är 15,17 kvadratkilometer. Det finns inga avrinningsområden uppströms utan avrinningsområdet är högsta punkten. Övrekvarnsälven som avvattnar avrinningsområdet har biflödesordning 3, vilket innebär att vattnet flödar genom totalt 3 vattendrag innan det når havet efter 258 kilometer. Avrinningsområdet består mestadels av skog (67 procent). Avrinningsområdet har 3,37 kvadratkilometer vattenytor vilket ger det en sjöprocent på 22,2 procent.